# Jef Wauters
Pour les articles homonymes, voir Wauters.
Jef Wauters, né le 26 février 1927 à Mariakerke (Belgique) et mort le 19 février 2013 à Roulers (Belgique), est un artiste peintre belge flamand.

## Biographie
Jef Wauters naît en 1927 à Mariakerke, fils d'un fabricant de chaussures gantois. Après ses études au Collège Sint-Lievens de Gand, une journée portes ouvertes l'attire à l'Institut Sint-Lucas de Gand. Il y suit des cours d'art décoratif, de dessin et de peinture avec Gérard Hermans et Maurice Tilley. Plus tard, il a Jules De Sutter comme professeur à l'Académie royale des Beaux-Arts de Gand. Jef Wauters lui-même enseignera de 1949 à 1959 au Hoger Instituut Sint-Lucas de Gand, où il a fait ses premiers pas dans le monde de l'art.
Jef Wauters est le peintre de Venise, une ville où il se régénérait chaque année. Les croquis qu'il y a réalisés ont constitué ses archives pour de mystérieuses peintures à l'huile représentant des personnages colorés et des images du patrimoine architectural de Venise.
Wauters est connu en outre comme un peintre de figures d'enfants émouvantes et expressives, de juges stricts ennuyés, d'évêques majestueux, de bouquets colorés, de musiciens de jazz swing et de la beauté de sa fleur préférée, l'iris.
Il est enterré au cimetière du village d'artistes flamand de Deurle, une section de Sint-Martens-Latem.